# Kamizelka (film)
Kamizelka – polski czarno-biały film fabularny z 1971 roku, w reżyserii Stanisława Jędryki. Pierwowzorem scenariusza do filmu była nowela autorstwa Bolesława Prusa pt. Kamizelka.

## Opis fabuły
Główni bohaterowie to młode małżeństwo, Anna i Filip. Oboje lubią marzenia o wyjeździe w piękne miejsce przedstawione na wiszącym w ich pokoju obrazie, jedynej ozdobie ich mieszkanka. Uniemożliwia im to jednak sytuacja finansowa. Pewnego dnia Filip otrzymuje od żony prezent – własnoręcznie przez nią uszytą kamizelkę. On sam zaś dostaje wreszcie wymarzony awans na stanowisko głównego buchaltera w cukrowni. Właśnie wtedy życie jego i Anny wywraca się do góry nogami – gruźlica, na którą od dawna cierpi Filip, ujawnia się z niespotykaną dotąd siłą. Mężczyzna zaczyna z dnia na dzień tracić na wadze. Nie chcąc jednak martwić żony, postanawia zastosować fortel.